# Volker Beck
Volker Beck   (Nordhausen, 30 de juny de 1956) és un atleta alemany, ja retirat, especialista en curses de tanques, que va competir sota bandera de la República Democràtica Alemanya durant les dècades de 1970 i 1980.
El 1980 va prendre part en els Jocs Olímpics d'Estiu de Moscou, on va disputar dues proves del programa d'atletisme. En els 400 metres tanques guanyà la medalla d'or, mentre en el 4×400 metres, formant equip amb Klaus Thiele, Andreas Knebel i Frank Schaffer, guanyà la medalla de plata.
No va disputar cap Campionat del Món ni d'Europa. A nivell nacional va guanyar el títol dels 400 metres tanques de 1980, 1981 i 1983 i el dels 400 metres en pista coberta el 1975, 1980 i 1982.

## Millors marques
- 400 metres. 45.50" (1977)
- 400 metres tanques. 48.58" (1979)[2]